# Mattishall
Mattishall – wieś w Anglii, w hrabstwie Norfolk, w dystrykcie Breckland. Leży 19 km na zachód od Norwich i 151 km na północny wschód od Londynu.
Miejscowość liczy 2631 mieszkańców.